# 光滑喉盤魚
光滑喉盤魚（學名：Gobiesox cephalus），為輻鰭魚綱喉盤魚目喉盤魚科喉盤魚屬的其中一種，由Bernard Germain de Lacépède於1800年描述，以中美洲 (Amérique méridionale) 為模式產地，分布於中、南美洲、加勒比海沿岸淡水溪流、半鹹水域，本魚呈蝌蚪狀，頭長，扁平，上唇緣及上唇上方吻部無感覺乳突，前鼻孔小，後鼻孔管狀，位於眼前緣前，上唇寬，前方寬於兩側，上顎前部有4-5對圓門齒，兩側有小犬齒；下頜有1排牙齒，5-7顆，前部門齒圓尖，兩側犬齒弱，頭部側線發達，身體上側線不明顯，體不被鱗，覆有粘液層，腹鰭喉位，與周圍的皮褶特化成一吸盤，吸盤較大，前部有乳突，中部有2個間隔良好的斑塊，背鰭條9枚、臀鰭條7枚、胸鰭條21枚，體基底色為淺灰褐色，淺色網狀結構上密布深色斑點，背鰭基部前方有一深褐色斑點，灰褐色斑駁，帶有微小的淺色斑點，背鰭前方有一深色斑點，體長可達15公分，屬底棲性魚類，棲息溪流，屬雜食性，以小魚、魚鱗與水生昆蟲為食，生活習性不明。